# Eutanyacra munifica
Eutanyacra munifica là một loài tò vò trong họ Ichneumonidae.